# Kriegerdenkmal (Clachan Ath Luib)

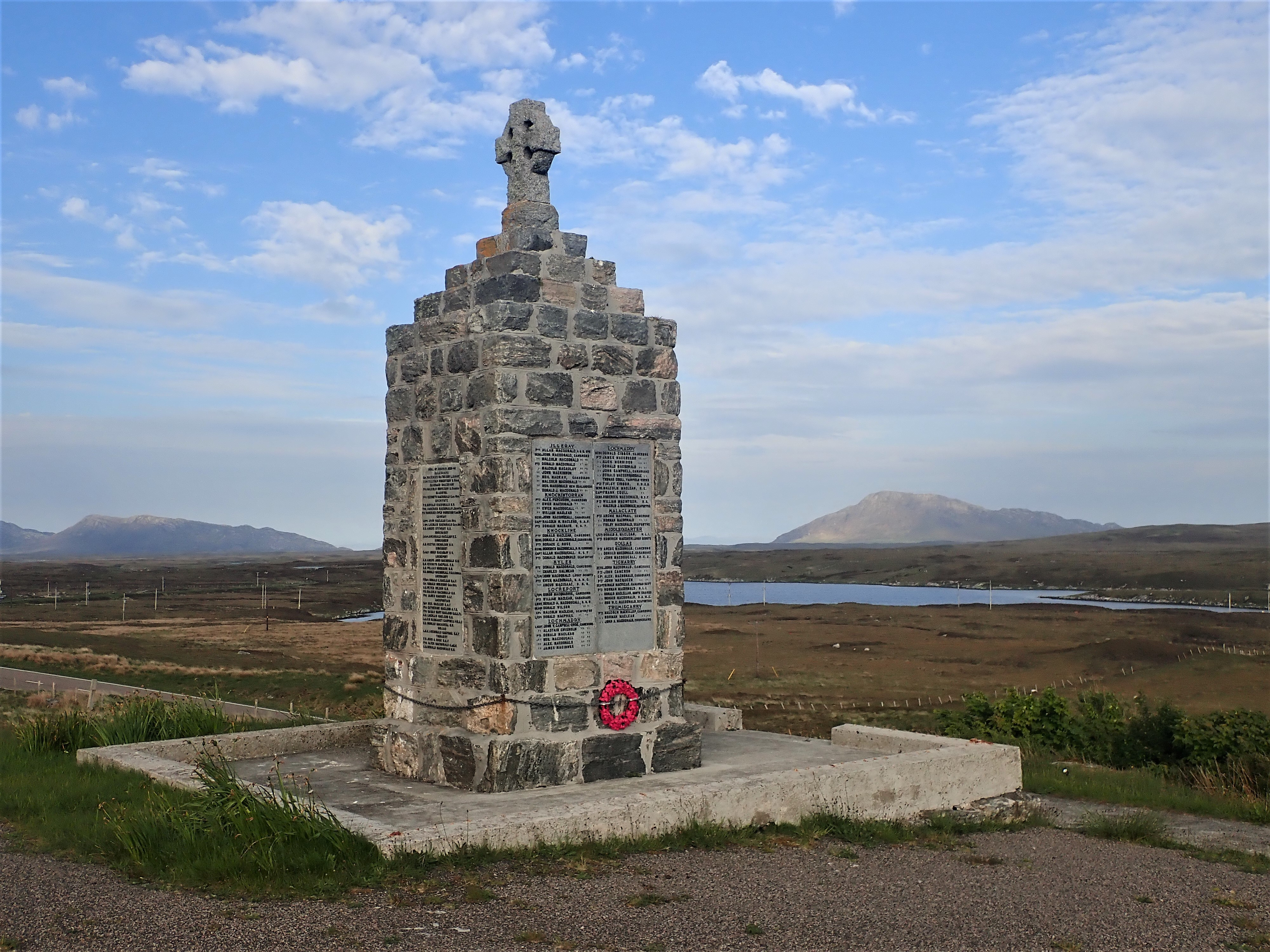
Kriegerdenkmal von Clachan Ath Luib

Das Kriegerdenkmal von Clachan Ath Luib ist ein Kriegerdenkmal auf der schottischen Hebrideninsel North Uist. 1985 wurde das Bauwerk in die schottischen Denkmallisten in der Kategorie C aufgenommen.

## Geschichte
Das Kriegerdenkmal von Clachan Ath Luib wurde um 1920 als Gedenkstätte für die im Ersten Weltkrieg gefallenen Bewohner von North Uist errichtet. Planer war der zu diesem Zeitpunkt etwa 26-jährige, in Glasgow ansässige schottische Architekt Donald John Cameron, zu dessen frühesten Werken es zählt. Nach dem Zweiten Weltkrieg wurden Tafeln mit den Namen der gefallenen Inselbewohnern dieses Krieges ergänzt.

## Beschreibung
Das Kriegerdenkmal von Clachan Ath Luib steht isoliert abseits der A867 etwa 400 Meter nordöstlich der Streusiedlung Clachan na Luib. Es handelt sich um eine schlichte Säule von quadratischem Grundriss, die auf einem Fundament gründet. Sie besteht aus unregelmäßig behauenen Steinquadern, die zu einem Schichtenmauerwerk aufgemauert wurden. Der Abschluss der Säule verjüngt sich stufenförmig und schließt mit einem kleinen steinernen Keltenkreuz. Allseitig sind granitene Namenstafeln in das Mauerwerk eingesetzt. Ein schlichtes Eisengeländer umfriedet die Anlage.

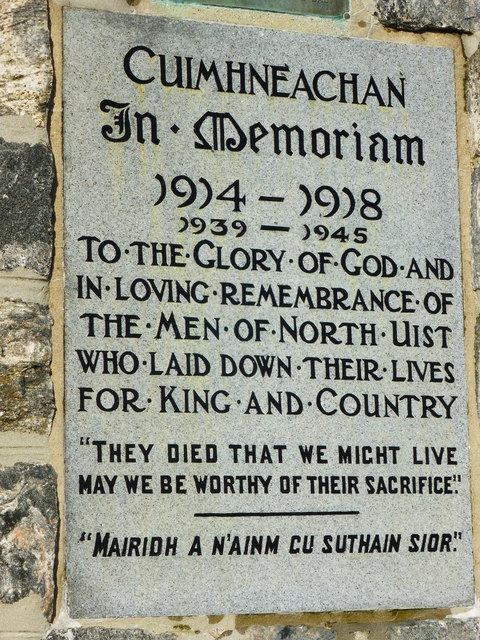
Haupttafel
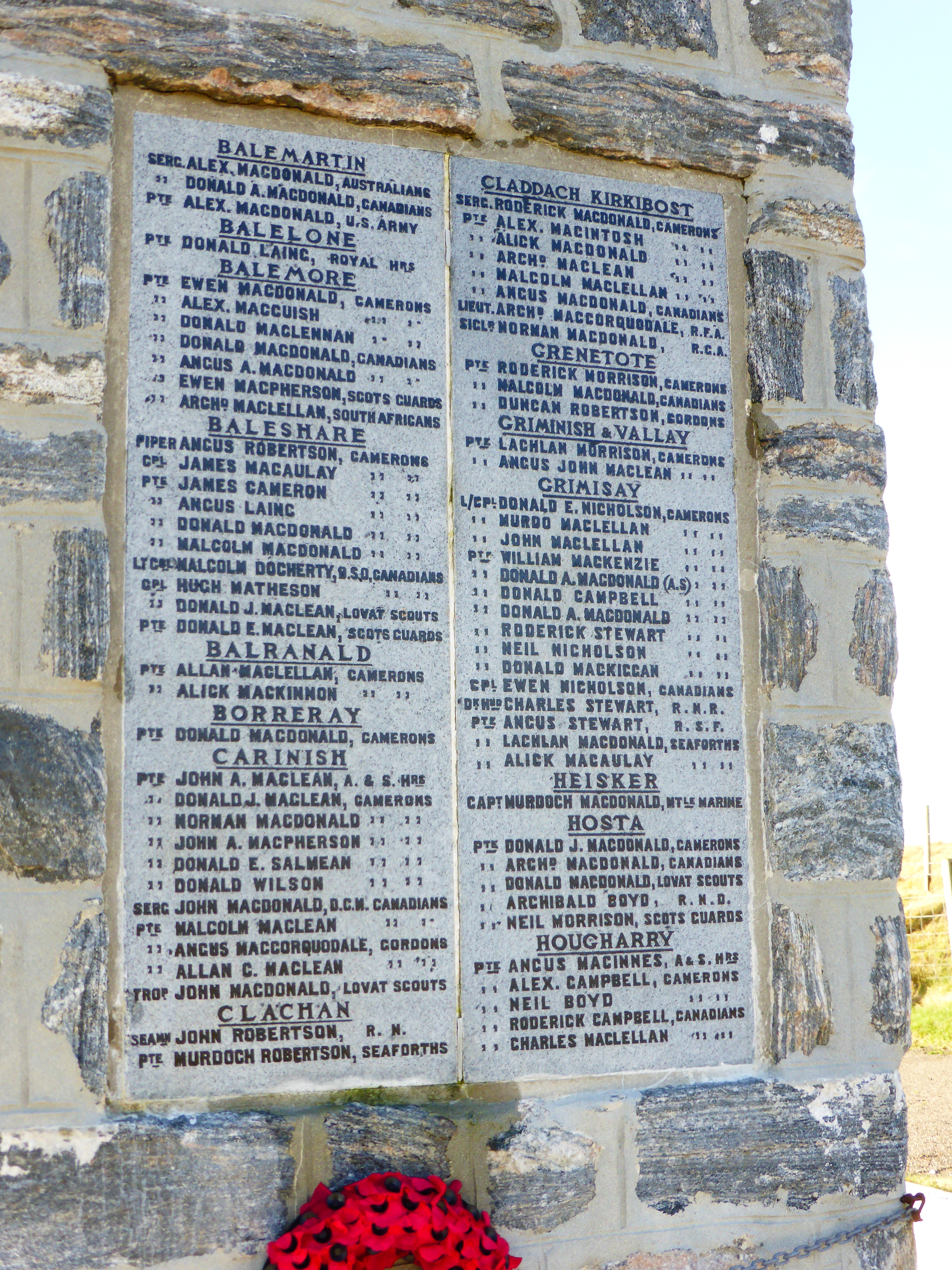
Gefallene des Ersten Weltkriegs
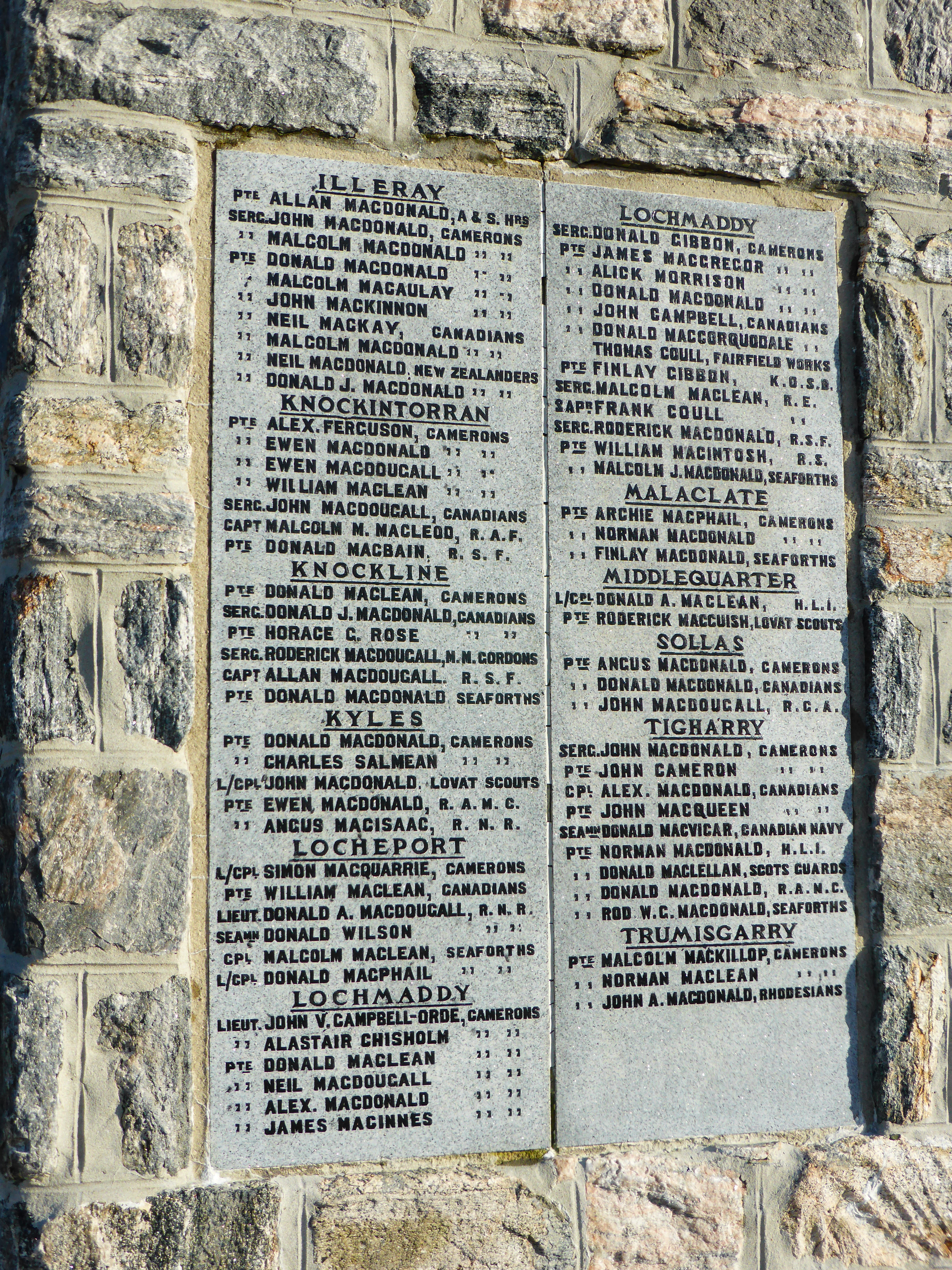
Gefallene des Ersten Weltkriegs
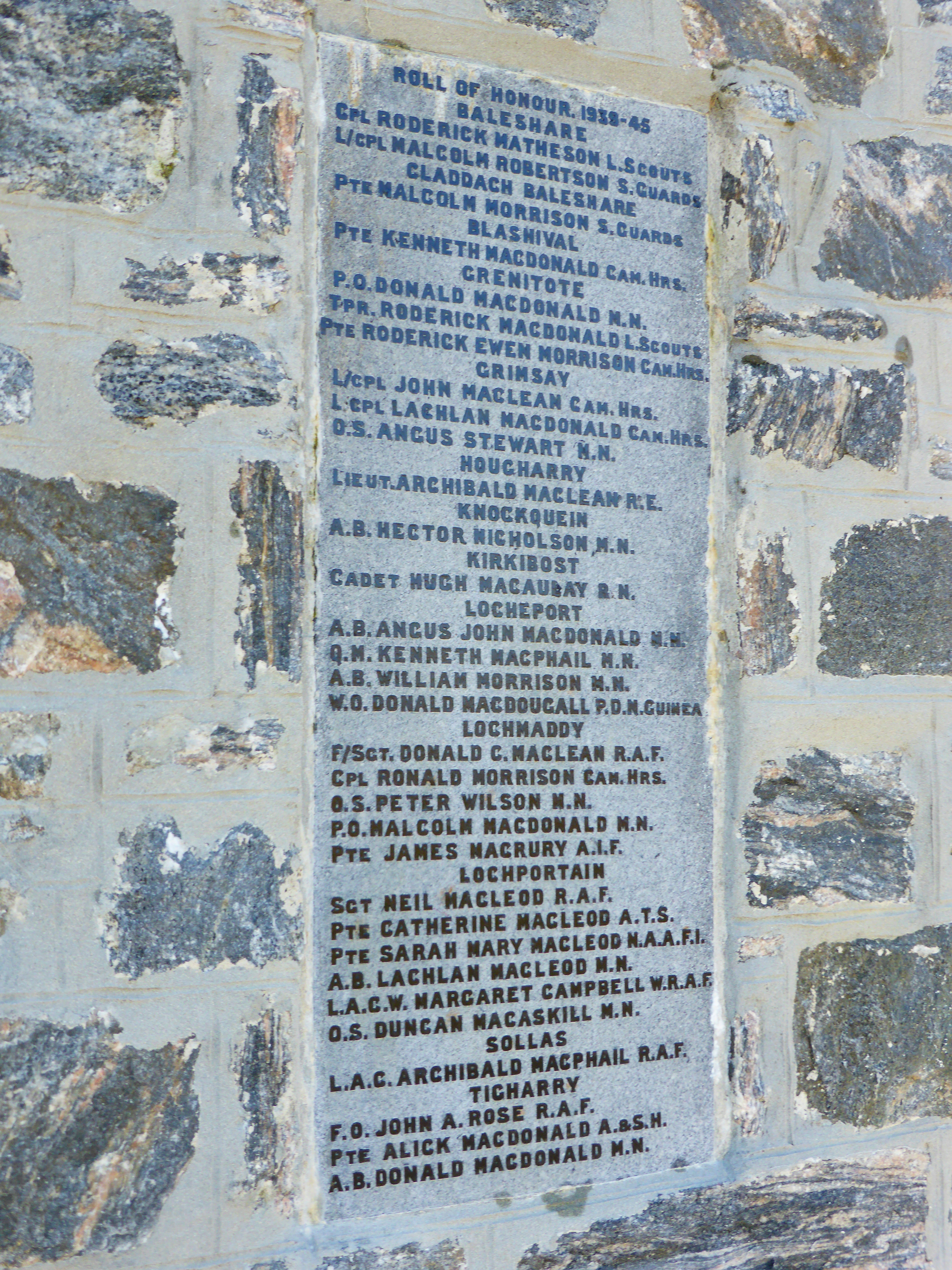
Gefallene des Zweiten Weltkriegs